# Siria en los Juegos Olímpicos
Siria en los Juegos Olímpicos está representada por el Comité Olímpico Sirio, creado en 1947 y reconocido por el Comité Olímpico Internacional en 1948.
Ha participado en quince ediciones de los Juegos Olímpicos de Verano, su primera presencia lugar en Londres 1948. El país ha obtenido cuatro medallas en las ediciones de verano: una de oro, una de plata y dos de bronce.
En los Juegos Olímpicos de Invierno Siria no ha participado en ninguna edición.

## Medallero

### Por edición
Juegos Olímpicos de Verano
| Evento              | Oro | Plata | Bronce | Total |
| ------------------- | --- | ----- | ------ | ----- |
| Londres 1948        | 0   | 0     | 0      | 0     |
| Helsinki 1952       | –   | –     | –      | –     |
| Melbourne 1956      | –   | –     | –      | –     |
| Tokio 1964          | –   | –     | –      | –     |
| México 1968         | 0   | 0     | 0      | 0     |
| Múnich 1972         | 0   | 0     | 0      | 0     |
| Montreal 1976       | –   | –     | –      | –     |
| Moscú 1980          | 0   | 0     | 0      | 0     |
| Los Ángeles 1984    | 0   | 1     | 0      | 1     |
| Seúl 1988           | 0   | 0     | 0      | 0     |
| Barcelona 1992      | 0   | 0     | 0      | 0     |
| Atlanta 1996        | 1   | 0     | 0      | 1     |
| Sídney 2000         | 0   | 0     | 0      | 0     |
| Atenas 2004         | 0   | 0     | 1      | 1     |
| Pekín 2008          | 0   | 0     | 0      | 0     |
| Londres 2012        | 0   | 0     | 0      | 0     |
| Río de Janeiro 2016 | 0   | 0     | 0      | 0     |
| Tokio 2020          | 0   | 0     | 1      | 1     |
| París 2024          | 0   | 0     | 0      | 0     |
| TOTAL               | 1   | 1     | 2      | 4     |

### Por deporte
Deportes de verano
| Evento       | Oro | Plata | Bronce | Total |
| ------------ | --- | ----- | ------ | ----- |
| Atletismo    | 1   | 0     | 0      | 1     |
| Boxeo        | 0   | 0     | 1      | 1     |
| Halterofilia | 0   | 0     | 1      | 1     |
| Lucha        | 0   | 1     | 0      | 1     |
| TOTAL        | 1   | 1     | 2      | 4     |